# Electronic Journal of Differential Equations
Electronic Journal of Differential Equations is een internationaal, aan collegiale toetsing onderworpen open access wetenschappelijk tijdschrift op het gebied van de wiskunde. De naam wordt in literatuurverwijzingen meestal afgekort tot Electron. J. Differ. Equat. Het wordt uitgegeven door de Department of Mathematics van Texas State University. Het is een zuiver elektronisch tijdschrift; er bestaat geen gedrukte uitgave. De online verspreiding wordt verzorgd door de European Mathematical Information Service.